# 城际3型柴油动车组
城际3型柴油动车组（丹麦语：IC3），又称Y2型柴油动车组、丹麦国铁MF型柴油动车组（丹麦语：Litra MF）是丹麦研制的一型柴油客运动车组，3节编组，属于“橡胶头动车组”系列，用于中长途旅客列车，主要供丹麦国家铁路使用。丹麦国家铁路、瑞典国家铁路、以色列铁路、美铁均有使用。该型动车组制造于1989年—1998年，共制造153列。服务于1990年至今。丹麦国家铁路先后使用92列、瑞典国家铁路先后使用20列、以色列铁路先后使用50列。20世纪90年代，美铁还曾向以色列铁路租用“城际3型柴油动车组”用于试运行。“城际3型柴油动车组”和“区际4型电力动车组”两者还可重联运行。

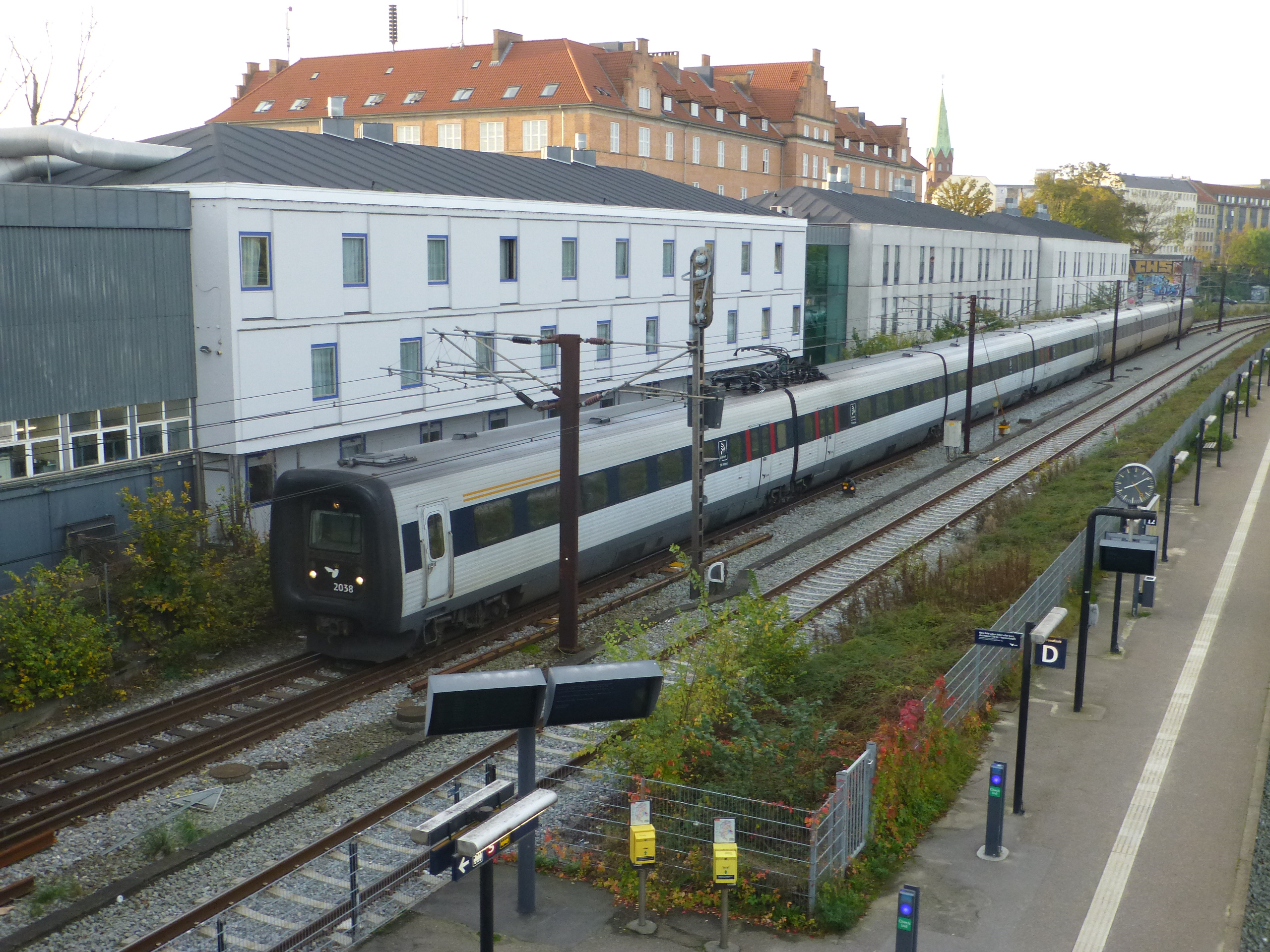
“城际3型柴油动车组”和“区际4型电力动车组”重联运行，两者均由丹麦国家铁路使用，2014年10月27日拍摄于丹麦哥本哈根的东门站
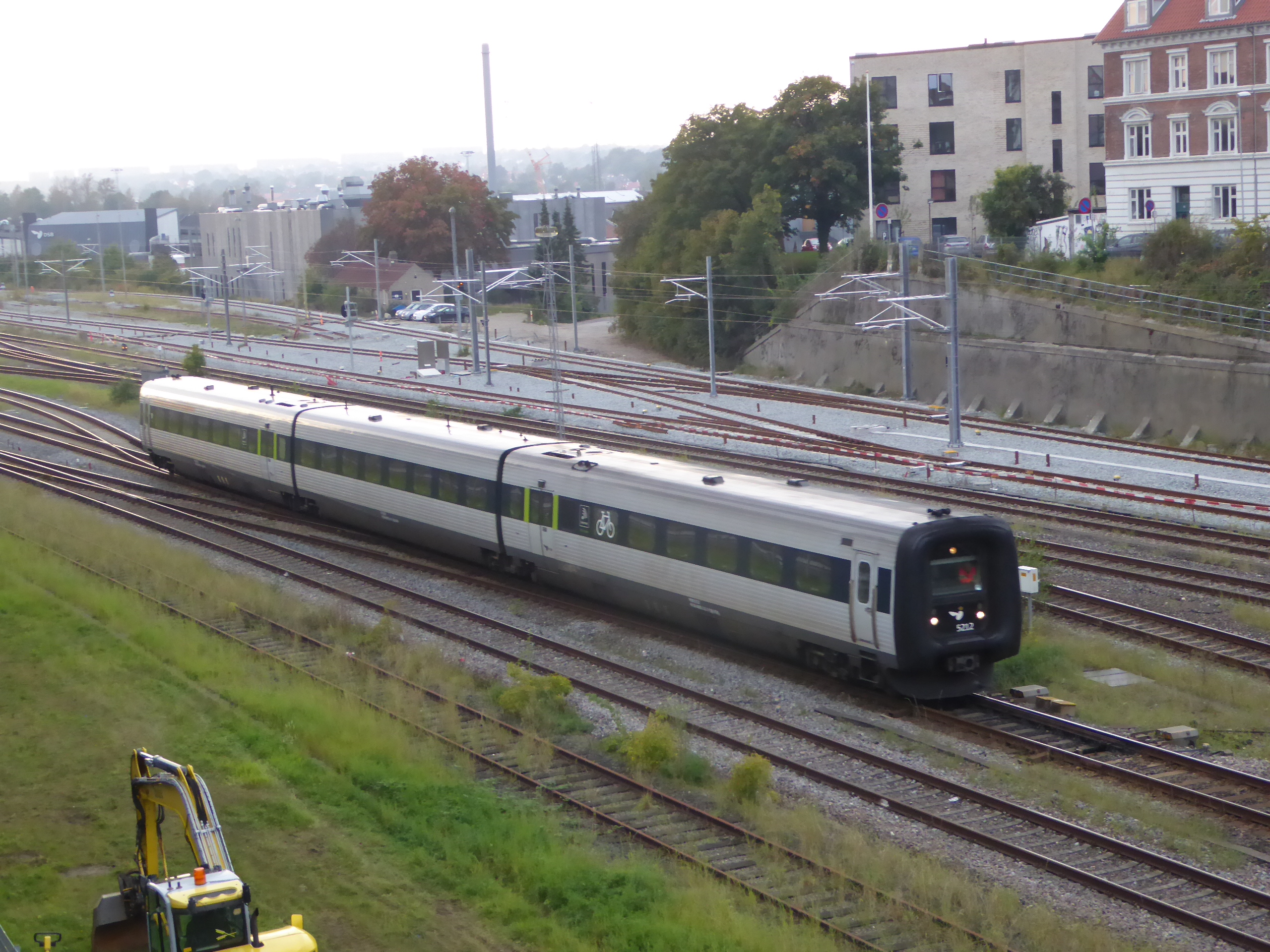
丹麦国家铁路所使用的“城际3型柴油动车组”，2017年9月24日拍摄于丹麦奥胡斯火车总站。
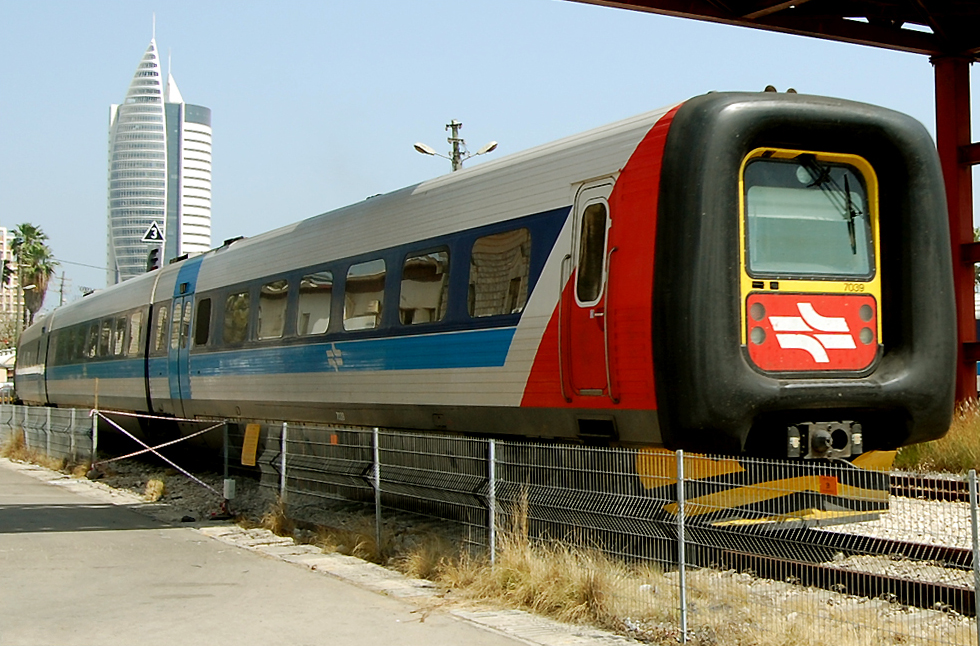
以色列铁路所使用的“城际3型柴油动车组”。
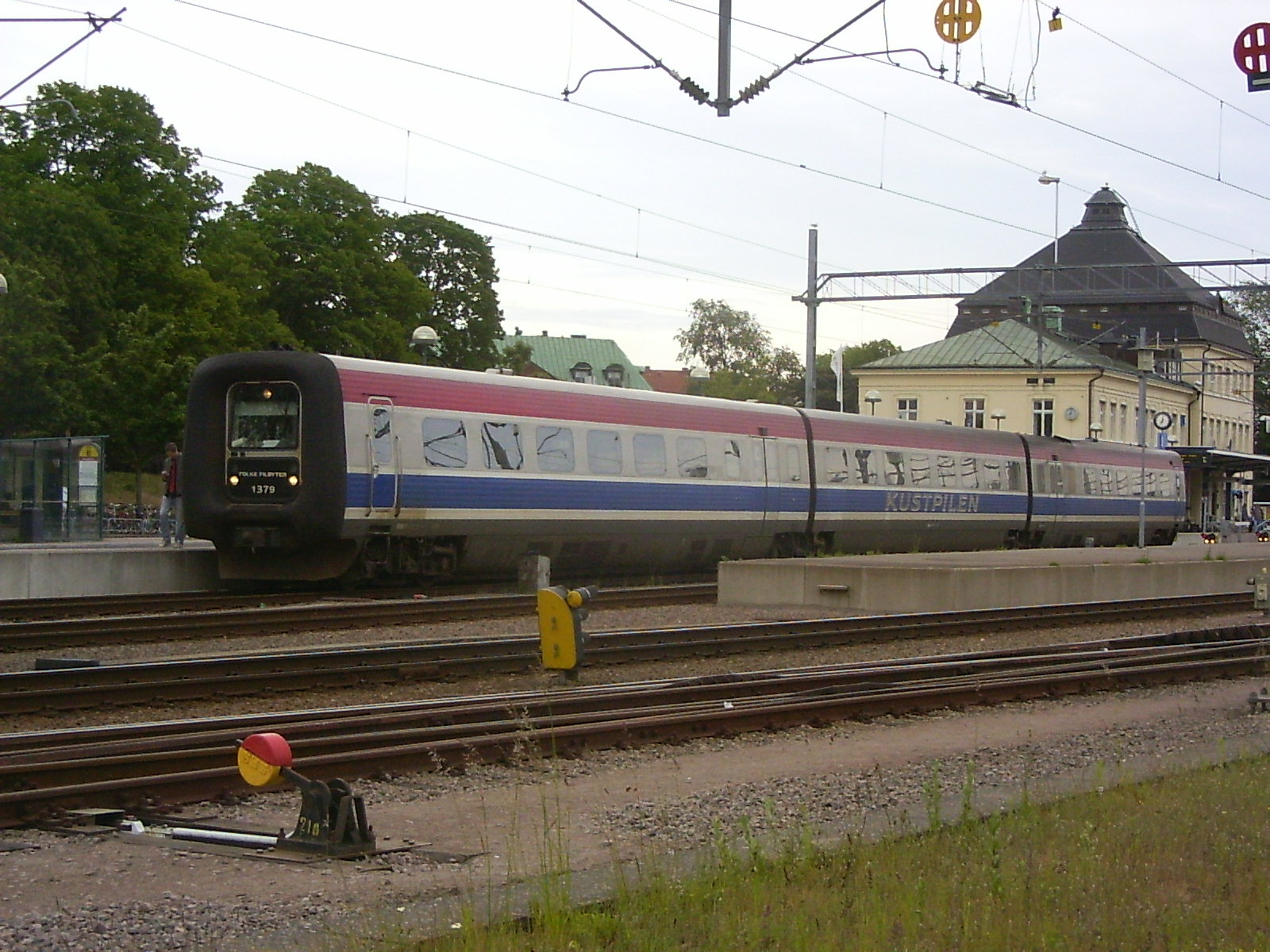
瑞典国家铁路所使用的该型动车组。
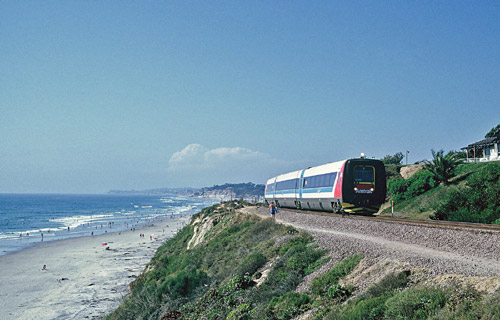
美铁曾使用的“城际3型柴油动车组”，1996年7月19日在美国加利福尼亚州圣迭戈拍摄。

## 名称含义
城际3型柴油动车组和Y2型柴油动车组是同一型柴油动车组的不同称呼，该型动车组为3节编组。丹麦原厂及丹麦的相关单位将其称为“城际3型柴油动车组”（丹麦语原名：IC3）；中文名的“城际”和丹麦语原名的“IC”表示用于城际列车；“3”表示3节编组，而非该系列下的第3个型号。瑞典方面将其称为“Y2型柴油动车组”。使用单位之一丹麦国家铁路还将其称为“丹麦国铁MF型柴油动车组（丹麦语：Litra MF）”。

## 事故
“城际3型柴油动车组”起火的案例并不少，丹麦国家铁路所属的“城际3型柴油动车组”有超过一半的列车曾起过火，不过事后都比较容易修复。也有部分事故导致列车大修。
2010年12月28日，以色列铁路所属的“城际3型柴油动车组”因故障导致火灾，引发121人死亡。当时还有士兵通过向起火列车门窗射击以打开供车内人员逃生的通道。火灾原因并非电气短路，火灾具体原因不详，但位于燃料箱附近的万向接头存在机械故障。
2010年12月30日，以色列铁路决定立即停运“城际3型柴油动车组”，直至进一步调查结果出来后再做决定。 之后在进行改进工作后恢复运营。
2016年10月20日，丹麦国家铁路编号为51的“城际3型柴油动车组”起火，此次火灾未导致任何人员伤亡，列车的MFA车厢因过火严重损坏。火灾当日列车就被移走。之后，起火列车在大修时使用了瑞典捐赠的同型MFA车厢修复了起火列车。列车的发动机和座椅也在此次大修中进行了更换。该列车于2018年再次启动，最值得注意的是，这是第一列使用丹麦国家铁路新涂装的同型列车，初始涂装的灰色底色被红色底色取代，窗户上的蓝色线条换成了黑色线条。乘客车门改成了白色。由于该列车是唯一使用这一新涂装的列车，铁道迷们给该列车非官方命名为“唯一”，后来这一非官方名称也逐渐被内部工作人员接受，尽管其官方名称仍然是“尼尔斯·克尔森（丹麦语原名：Niels Kjeldsen）”。 

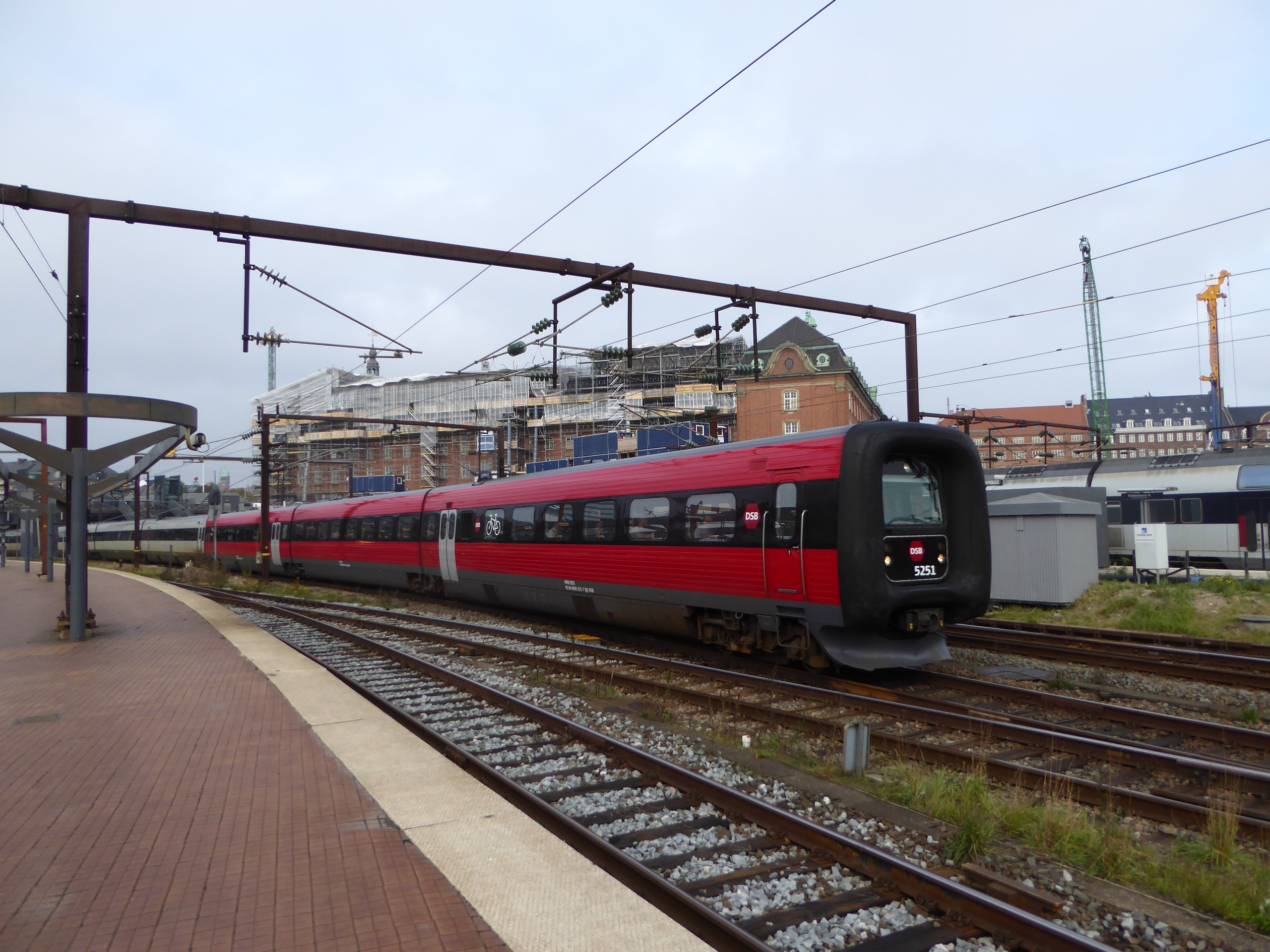
照片中的重联列车中的红色3节编组动车组即为上述丹麦国家铁路51号“城际3型柴油动车组”，2018年10月5日拍摄于哥本哈根火车总站，此时这列动车组的涂装已改为红色涂装。